# 대한민국의 정치
대한민국은 민주 공화정을 바탕으로 하는 단일 국가로서, 국가원수는 행정부의 수반인 대통령이다. 또한 입법부 (국회)와 사법부 (대법원과 헌법재판소)의 독립이 명시되어 있으며, 권력 분립의 원칙이 헌법으로 보장된다. 이러한 기본 원칙은 대체적으로 다른 나라와 크게 다르지 않지만, 한편으로는 대한민국 현대사의 특수한 전개 과정 속에서 형성된 정치 구조에서 고유의 특징을 가지게 되기도 하였다. 대통령제의 기본 요소에 의원내각제의 요소를 가미한 것 등이 그것이다. 

## 정부 형태
대한민국 정부는 기본적으로 대통령중심제인데, 이는 대한민국 헌법 제 66조를 통해 알 수 있다. 그러나 미국과는 달리 엄격한 권력의 분립을 이루지는 않는다. 오히려 내각책임제적 요소도 일부 들어있다. 이러한 정부 형태가 이루어지게 된 배경에는 굴곡이 심했던 대한민국의 현대사에서 그 원인을 찾을 수 있다. 이런 이유로 현재도 과연 적합한 정부의 형태가 무엇인지에 대한 논란이 계속되고 있다. 
노무현 대통령은 개헌 시 내각제로 변경하는 점에 대해 검토해야 한다고 하였으며, 이명박 대통령도 개헌에 관심이 있는 것으로 알려졌다. 친이명박계 의원들에 따르면 이명박 대통령과 자신들은 분권형 대통령제(이원집정부제)에 관심이 많다고 했다. 2009년 8월 31일 국회헌법연구자문위원회에서는 1년 남짓 연구한 끝에 헌법 개정안을 발표했다. 4년제 중임 개헌안과 분권형 대통령제로의 개헌안 두 개가 제시되었는데, 자문위원회 안에서는 분권형 대통령제가 다수인 것으로 알려졌다.

#### 대한민국 정부 형태의 변화
| 공화국 차수 | 정부의 기본적 형태 | 특징                                               |
| ----------- | ------------------ | -------------------------------------------------- |
| 제1공화국   | 대통령제           | 간선제에서 직선제로 개헌, 중임 제한 폐지           |
| 제2공화국   | 의원 내각제        | 양원제(민의원과 참의원) 채택, 국무총리가 실권 장악 |
| 제3공화국   | 대통령제           | 4년 중임(1번), 직선제                              |
| 제4공화국   | 대통령제           | 6년 연임 무제한(신 헌법), 간선제                   |
| 제5공화국   | 대통령제           | 7년 단임, 간선제                                   |
| 제6공화국   | 대통령제           | 5년 단임, 직선제                                   |

#### 역대 헌법 개정과 그 특징
| 공화국 차수 | 개헌 차수 | 연도   | 내용상의 특징                                                    |
| ----------- | --------- | ------ | ---------------------------------------------------------------- |
| 제1공화국   | 1차 개헌  | 1952년 | 발췌 개헌-대통령 직선제 도입, 이승만 2선이 목적.                 |
| 제1공화국   | 2차 개헌  | 1954년 | 사사오입 개헌-초대 대통령(이승만)의 3선이 목적.                  |
| 제2공화국   | 3차 개헌  | 1960년 | 4·19 혁명 뒤 의원 내각제로 변경, 첫 합법적 개헌                  |
| 제2공화국   | 4차 개헌  | 1960년 | 반민주 행위자 처벌에 관한 부칙 조항 삽입, 소급입법 적용.         |
| 제3공화국   | 5차 개헌  | 1962년 | 3차 개헌에서 변경했던 의원 내각제를 다시 대통령제로 환원         |
| 제3공화국   | 6차 개헌  | 1969년 | 박정희 대통령의 3선을 위한 목적                                  |
| 제4공화국   | 7차 개헌  | 1972년 | 유신 헌법. 유신 체제로의 전환을 위한 개헌                        |
| 제5공화국   | 8차 개헌  | 1980년 | 신군부의 집권 체계를 마련하기 위한 개헌                          |
| 제6공화국   | 9차 개헌  | 1987년 | 현행 헌법으로, 대통령 직선제 등의 민주화 방안의 삽입을 위한 개헌 |

헌법의 내용상의 특징을 보면, 제 2공화국 , 제 6공화국 때의 9차 개헌을 제외하면 모두가 대통령 개인의 권한을 강화하는, 즉 다시 말하자면 독재 체제를 강화하기 위한 수단으로 헌법 개정이 이루어졌다는 것이다.

### 대통령 중심제적 요소
대한민국의 정부의 형태는 기본적으로 대통령제를 근간으로 하고 있는데, 그 근거로 입법부와 행정부의 활동이 서로 각기 독립된 형태로 이루어진다는 점을 들 수 있다. 의원 내각제를 취하는 국가들처럼 의회에서 대통령을 선출하는 것이 아닌, 국민의 손으로 직접 뽑는다는 것을 첫째로 들 수 있다. 그리고 대통령을 중심으로 하는 집행부의 구성원들이 의회에 대해 정치적 책임을 지지 않는다는 점도 들 수 있다. 또, 대통령에게 의회 해산권이 없다는 점도 들 수 있다. 이와 같은 내용들은 대한민국은 기본적으로 대통령제를 근간으로 한다는 것을 뒷받침 해주는 요소들이다.
다음은 그 밖에 대한민국이 기본적으로 대통령 중심제를 취하고 있음을 알려주는 헌법 조항들이다.
입법부와 행정부의 엄격한 분립을 알려주는 조항
제41조 제①항 : 국회는 국민의 보통·평등·직접·비밀 선거에 의하여 선출된 국회 의원으로 구성한다.

제67조 제①항 : 대통령은 국민의 보통·평등·직접·비밀 선거에 의하여 선출된다.

입법부와 행정부의 관계를 규율한 조항
제66조 제①항 : 대통령은 국가의 원수이며, 외국에 대하여 국가를 대표한다.

제66조 제④항 : 행정권은 대통령을 수반으로 하는 정부에 속한다.

제70조 : 대통령의 임기는 5년으로 하며, 중임할 수 없다.

제53조 제②항 : 법률안에 이의가 있을 때에는 대통령은 15일 이내에 이의서를 붙여 국회로 환부하고, 그 재의를 요구할 수 있다.

제40조 : 입법권은 국회에 속한다.

### 의원 내각제적 요소
하지만 대통령제를 근간으로 하는 아래에서도 의원 내각제적 요소도 많이 볼 수 있다. 의원 내각제에서나 볼 수 있는 총리와 흡사한 형태인 국무총리가 존재하며, 국회 의원의 각료(국무위원) 겸직 가능(이에 따라 행정부의 법률안 제출권도 덩달아 허용된다), 국무위원(국무회의의 구성원)의 국회 출석 발언권, 국무회의에서의 국정 심의, 국회의 동의에 의한 국무총리 임명, 국회의 국무총리와 국무의원 해임 건의권, 대통령의 국법상 행위에 국무총리와 국무위원의 부서 등이 이에 해당한다.
다음은 위에서 제시된 내용이 구체적으로 명시된 헌법 조항들이다.
제52조 : 국회 의원과 정부는 법률안을 제출할 수 있다.

제61조 제①항 : 국회는 국정을 감사하거나 특정한 국정 사안에 대하여 조사할 수 있으며, 이에 필요한 서류의 제출 또는 증인의 출석과 증언이나 의견의 진술을 요구할 수 있다.

제63조 제①항 : 국회는 국무 총리 또는 국무 위원의 해임을 대통령에게 건의할 수 있다.

제86조 제①항 : 국무 총리는 국회의 동의를 얻어 대통령이 임명한다.

제86조 제②항 : 국무 총리는 대통령을 보좌하며, 행정에 관하여 대통령의 명을 받아 행정 각부를 통할한다.

제87조 제①항 : 국무 위원은 국무 총리의 제청으로 대통령이 임명한다.

제88조 제①항 : 국무 회의는 정부의 권한에 속하는 중요한 정책을 심의한다.

제82조 : 대통령의 국법상 행위는 문서로써 하며, 이 문서에는 국무 총리와 관계 국무 위원이 부서한다. 군사에 관한 것도 또한 같다.

## 정부의 구성
대한민국 정부는 입법부, 행정부, 사법부로 삼권 분립이 이루어지고 있다. 그러나, 일반적인 대통령제와는 달리 입법부와 행정부의 융합적 성격이 많이 나타난다. 이는 정부 형태 자체가 의원 내각제적 요소가 많기 때문으로 풀이할 수 있다.

### 입법부

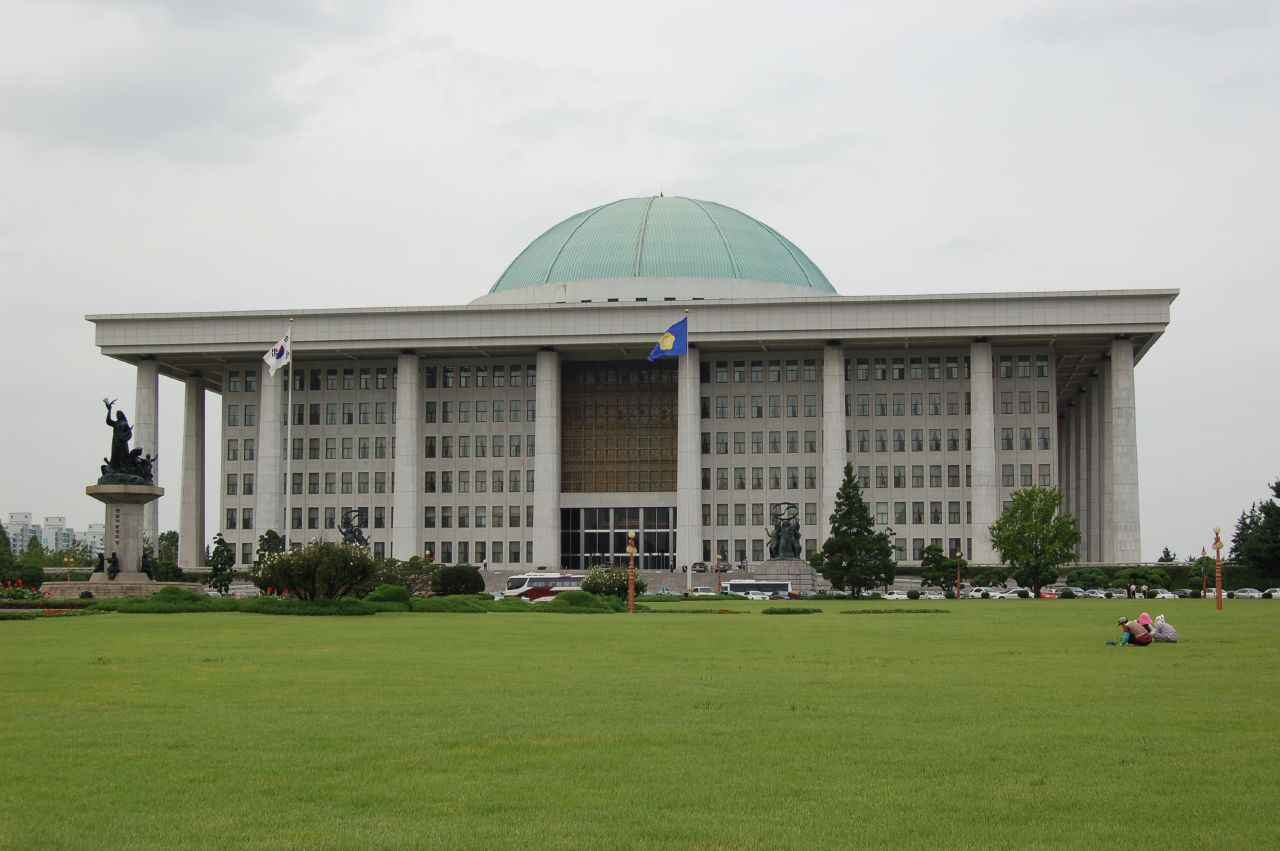
대한민국 국회의사당

대한민국에서 입법부 역할을 하는 대한민국 국회는 국민이 선출하는 의원들로 구성된 회의제 기관으로, 대한민국 국민을 대표하는 기관이다. 또한 국민 주권의 원리에 따라 국회의원들이 국정의 근간이 되는 법률을 제정하는 입법 기관이다. 
대한민국 국회는 국민을 대표하여 입법 기능, 재정에 관한 기능, 헌법 기관 구성 기능, 국정의 감시/통제 기능 등을 수행한다. 기본구성은 단원제이며, 제2공화국때 잠시 양원제를 취한 적이 있었으나, 제3공화국때 단원제로 환원되어 현재에 이르고 있다. 국회의 의석수는 제19대 국회 이래 300석으로 고정되어 있으며, 지역구 253석, 비례대표 47석으로 구성되어 있다. 
국회에는 국회의원들의 투표로 선출되는 국회의장단이 있는데 국회의장 1인과 국회부의장 2인으로 구성된다. 국회 본회의에서 모든 사무를 처리하기에는 비효율적이기 때문에, 보다 능률적인 심의를 위해 본회의는 최종적으로 국회의 의사를 물을 때만 거치며 그 전에 여러 분야별로 구성된 각 위원회 (상임위원회, 특별위원회)를 거치며 의안 심의를 하게 된다. 국회에는 교섭단체가 있어서 20인 이상의 국회 의원을 보유한 정당(때로는 다른 정당 소속 의원들도 가능)은 교섭 단체 구성을 할 수 있다. 교섭 단체는 소속 의원들의 의사를 사전에 통합하는 데에 그 목적이 있으나, 소수 정당의 의사 반영을 어렵게 한다는 단점도 상존한다.
대한민국 국회의 회의는 정기회와 임시회로 나눌 수 있다. 정기회는 매년 9월 1일에 개회되며 회기는 100일 이내이다. 임시회는 대통령 또는 국회 재적 의원의 1/4 이상의 요구가 있으면 열리며, 회기는 30일을 초과할 수 없다. 그리고 안건은 일반적으로는 재적 의원 과반수의 출석에 출석 위원 과반수의 찬성으로 의결되며(이를 일반 의결 정족수라고 함), 가부 동수인 경우는 부결된다. 그 밖에 헌법이나 법률에 의해 특별하게 의결 정족수가 정해진 경우도 있다. 그리고 의결까지의 과정엔 몇 가지 원칙이 있는데, 회의 공개의 원칙, 회기 계속의 원칙, 일사부재의의 원칙 등이 있다.
국회의원만이 갖는 권리에는 국회 내에서 직무상 행한 발언과 표결에 대해 국회 밖에서 책임지지 않는 면책특권과, 현행범인 경우를 제외하고는 회기 중에 국회의 동의 없이 체포 또는 구금되지 않고, 회기 전에 체포 또는 구금된 경우 국회의 요구가 있으면 석방되는 불체포특권 등이 있는데 이런 권리가 주어지는 것은 국회 운영의 자주성을 확보하며 국회 의원의 성실한 직무 수행을 보장하는 데에 그 목적이 있다. 또, 이런 권리가 주어지는 만큼 그에 상응하는 의무도 있는데 청렴의 의무, 지위와 특권 남용 금지의 의무, 국익 우선의 의무, 법률이 정한 직위의 겸직 금지 의무 등이 있다.

### 행정부

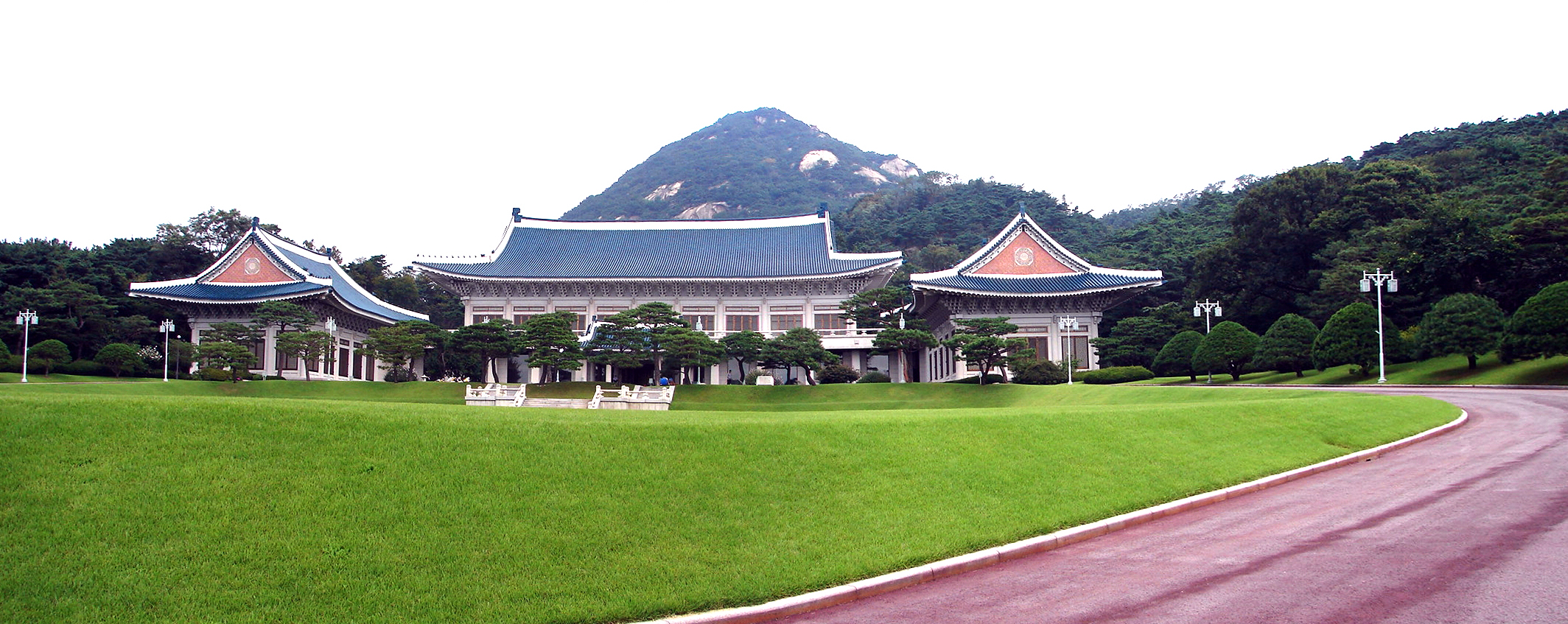
1948년부터 2022년까지 대통령 관저로 사용된 청와대

대한민국 대통령은 행정부의 수반과 국가원수로서의 역할을 동시에 수행한다. 이에 따라 각각에 걸맞은 권한이 있다. 대통령은 불소추특권이라 하여 현직에 있을 동안은 내란 또는 외환의 죄를 범하지 않은 이상 형사상 소추를 받지 아니한다.
대한민국 정부에는 국무총리제가 존재하는데 국무총리는 대통령 부재나 탄핵 소추로 인한 권한 정지시에 그 권한을 대항하는 역할을 수행하며, 대통령의 보좌 기관, 국무회의 부의장, 집행부 제 2인자로서의 지위를 가진다. 이러한 국무총리제도는 일반적인 대통령제 국가에서는 찾아보기 힘든 특이한 제도이다.
국무회의는 헌법상 필수 기관으로서 정부의 권한에 속하는 중요한 정책을 심의하는 행정부 최고의 심의 기관이다. 이 회의의 의장은 대통령이며 부의장은 국무총리이다. 이 회의에 참석하는 사람들을 국무위원이라 하며, 이들은 국무총리의 제청으로 대통령이 임명한다. 국무위원은 대통령을 보좌하고 국정을 심의하며 부서권을 가지고 있으며 이는 대통령의 권한 남용을 제한하는 기능을 갖는다. 그러므로 이 기관은 대통령에 소속된 기관이 아닌 독립된 합의제 기관이다. 한편, 국무회의 또한 의원내각제적 요소에 해당한다.
중앙행정기관의 각 장은 국무위원 중에서 국무총리의 제청으로 대통령이 임명한다.
대한민국 감사원은 헌법상 필수 기관이며 합의제 기관이다. 감사원은 대통령에 소속된 기관이긴 하나 직무상 독립 기관으로 대통령이 직무에 간섭을 할 수 없다. 감사원은 국가의 세입·세출 결산권, 회계 검사권을 가지며 또한 직무 감찰권도 가지고 있다.

### 사법부

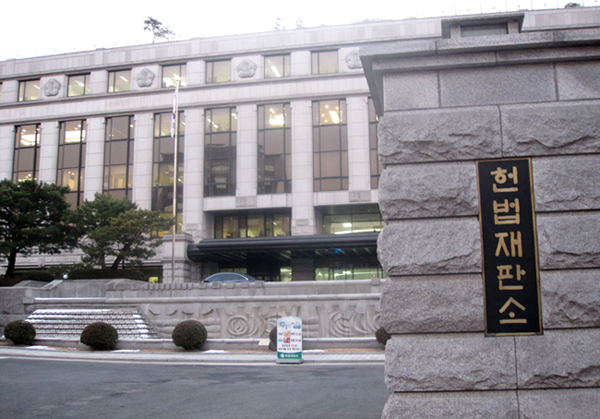
대한민국 헌법재판소

대한민국의 사법부는 재판에 대한 관할권에 따라 두 개의 조직으로 이원화되어 있다. 첫째는 헌법재판을 제외한 모든 사건을 담당하며 대한민국 대법원을 최고법원으로 하는 대한민국 법원이고, 둘째는 헌법재판을 관할하는 유일한 법원이자 최고법원인 대한민국 헌법재판소이다.
대한민국 헌법 제103조, 제106조 1항, 제112조 제2항, 제3항은 대한민국 사법부의 독립성과 그 구성원들의 신분보장을 규정하고 있다. 사법부의 독립은 개인간의 분쟁 또는 개인에 대한 국가의 공권력 행사로부터 각 개인의 기본권을 재판을 통해 보장함으로써 법치주의를 구현하는 토대가 되며, 법관(재판관)의 신분보장은 그 재판기능이 적절히 작동하도록 담보하는 필수적인 선결조건이라고 할 수 있다. 다만 현대의 대한민국에서 사법부의 독립이 어느 정도로 보장되는지 여부에 관해서는 논란이 있다.
대한민국 사법부는 당사자들이 참여하는 재판을 전제로 하여 사법작용을 담당하고 있으며, 대한민국 헌법의 해석상 판결(결정)을 내릴 수 있는 권한은 오직 사법부에 있다. 따라서 대한민국은 참심제와 같이 판결의 결과에 사법부의 구성원이 아닌 자가 관여할 수 있는 제도를 두지 않고 있다. 재판을 심리하는 방식은 사건의 형태에 따라 당사자주의와 직권주의가 혼용되어 있는데, 형사재판의 경우에도 당사자주의의 제도적 요소로서 검사가 사법부에 속해 있지 않다.

## 선거

대한민국의 삼권분립과 선거제도

대한민국의 선거는 헌법기관인 중앙선거관리위원회 (선관위)가 선거와 국민투표의 관리 및 정당과 정치자금 관련 사무를 전담하고 있다. 선관위의 위원 9인은 대통령 임명 3인, 국회 선출 3인, 대법원장 지명 3인으로 구성되며 중립성 유지와 직무 공정성을 유지하고 있다. 
유형 면에서는 국회의원 선거, 대통령 선거, 지방 선거 등이 주기적으로, 국민투표가 부정기적으로 실시되고 있다. 선거 실시 사유에 따라 임기 만료에 의한 총선거, 선거 무효 판정에 따라 실시하는 재선거, 사퇴 또는 유고에 따른 보궐선거 등으로 나눌 수 있다.

#### 국회의원 선거
대한민국의 국회의원 선거 제도는 소선거구제와 정당명부식 비례대표제를 병행하고 있으며, 후자의 경우 2004년 17대 총선부터 도입되었다. 투표자는 지역구에 1표, 정당에게 1표를 행사해 총 2표를 행사할 수 있다.  
지역구의 경우에는 대통령제와 마찬가지로 단순다수대표제이며, 정당명부식 비례대표제의 경우에는 소수 정당의 난립을 방지하고자 전국에서 3% 이상의 지지율을 획득한 정당이나 지역구에서 5석 이상을 차지한 정당에게만 의석 배분을 하고 있다.
가장 최근에 실시된 국회의원 선거는 2024년 실시된 제22대 총선으로, 이를 통해 출범한 제22대 국회의 의석수는 300석이며 이 중 46석은 정당명부식 비례대표제로 뽑힌 의원들에게, 나머지 254석은 지역구 당선자들에게 돌아갔다. 

#### 대통령 선거
대한민국의 대통령 선거 제도는 전국을 하나의 권역으로 하여 단순 다수대표제를 채택하고 있다. 단 후보자 수가 1인일 때는, 선거권자 총수의 3분의 1 이상의 득표를 얻어야 하며, 최고 득표자가 2인 이상일 때에는 국회에서 표결을 거쳐 더 많은 표를 얻은 자가 당선된다.
가장 최근에 실시된 대통령 선거는 2025년 실시된 제21대 대통령 선거이며 더불어민주당의 이재명 후보가 당선되었다.

#### 지방선거
대한민국의 지방선거는 지방자치단체장(광역 및 기초)과 지방의회의원(광역 및 기초) 선거 등으로 나눌 수 있다. 이들 선거는 재선거나 보궐 선거가 아닌 이상 4년을 주기로 특정 일자에 동시에 치러진다. 먼저 지방자치단체장 선거는 소선거구제를 바탕으로 한다. 지방자치단체장 선거 대상은 특별시장, 광역시장, 도지사(이상 광역단체장), 자치구청장, 시장, 군수(이상 기초단체장) 등이다. 
한편 지방의회의원 선거에서, 광역의원(특별시, 광역시, 도의회)선거는 소선거구제를 기초로 하지만 기초의원(자치구, 시, 군의회 의원)선거는 중선거구제로 2006년 지방선거부터 변경되었다. 중선거구제 실시와 더불어 지방의원 선거와 관련해, 지방의원의 정당공천 허용, 지방의원의 유급화(이전엔 명예직으로 공식적으로는 무보수), 지방의원 비례대표제 실시 등이 도입되었다. 특히 지방의원 비례대표제 실시로 인하여 1인이 6표를 행사하게 된다.

## 정당
대한민국은 대한민국 헌법 제8조에 따라 정당 설립의 자유와 다당제가 보장되며, 민주주의의 원리에 의거하여 운영되도록 규정하고 있다. 그러한 민주적 기본질서를 반하는 정당에 대한 위헌정당 해산제도를 두고 있다. 정당의 운영에 관하여는 정당법 및 정치자금법과 공직선거법 등의 통제를 받고 있다.
대한민국의 정당은 보수정당와 민주당계 정당, 진보정당의 3개 계열로 분류되며 1987년 민주화 이래 보수계열과 민주당계열의 거대 양당이 집권해 왔다.  2025년 현재 집권여당은 민주당 계열로 분류되는 더불어민주당이며, 원내 제1당은 보수정당 계열로 분류되는 국민의힘이다.

## 법률
대한민국은 최고 기본법으로서 대한민국 헌법을 두고 있으며 인적으로는 대한민국의 국민에게 적용되고, 장소적으로는 대한민국의 영역 내에서 적용된다. 1948년 처음 제정된 이래, 총 9차례의 개헌을 거쳐 현재에 이른다. 헌법은 주로 대륙법 체계에 기반하고 있으나 건국 초기의 상황의 특수성 등에 의하여 여러 독자적 요소가 존재한다. 
1953년 제정된 형법은 그 세부조항을 보았을 때 과거 의용하던 일본 구형법과 유사하므로, 현대 일본형법과 비교하였을 때 법정형이 무거운 편이며 특히 국가의 법익에 반하는 범죄를 엄격히 처벌한다. 민법은 일본 구민법을 의용하고 있다가 1958년이 되어서야 신민법이 공포되었는데, 그 체계가 일본법에 기반함은 명확하나 형식주의와 같은 독일법적 요소가 다소 중시된 한편 국내의 관습을 반영하여 가족법에 관하여서는 많은 제한이 있는 것이 특징적이다.

## 외교
1945년 한반도를 분할하여 남쪽에 미합중국, 북쪽이 소련 군정을 실시하면서 분단된 이후 각각 자본주의와 공산주의 체제의 국가를 성립하면서 남반부의 국가로 대한민국 정부가 출범했으나 북쪽에서 출범한 조선민주주의인민공화국과는 정부수립 이전부터 한반도 주도권 다툼으로 적대하던 것이 한국 전쟁을 겪으면서 더욱 더 강화되어 적대적인 관계로 고착되었다. 
한미관계는 대한민국 유일의 동맹관계로, 미국은 한국 전쟁에서 공산주의에 맞서 자본주의 체제를 지킬 목적으로 대한민국에게 막대한 군사적, 경제적 지원을 하였으며 한미상호방위조약으로 동맹국으로서의 긴밀한 협력을 이어나가고 있다. 한일관계는 1965년 일본과 수교하면서 출발하였으며, 한국 전쟁에서 조선민주주의인민공화국 측에 개입했던 러시아, 중화인민공화국과는 탈 냉전 이후, 외교관계를 맺었다. 
대한민국은 현재 자국을 승인한 유엔 회원국 가운데서는 시리아와 유일하게 미수교 관계로 남아 있으며, 자국을 승인하지 않는 조선민주주의인민공화국, 서사하라, 중화민국, 팔레스타인도 외교관계가 없는 동시에 대한민국 정부도 이들 국가들을 인정하지 않는다. 중화민국의 경우에는 1992년 중화인민공화국과의 수교로 국교가 단절되어 대표부가 기능을 담당한다. 또한, 통상에 관한 업무를 전문적으로 관장하기 위해 외교통상부 산하 통상교섭본부를 설치해 운영하고 있다. 통상교섭본부의 수장인 통상교섭본부장은 장관급과 같은 대우를 받으며 통상교섭업무를 지휘, 담당하고 있다. 대한민국 영토인 독도, 이어도 등에 대하여 이웃한 일본과 중화인민공화국의 정부가 자신의 영유권을 주장하고 있다.

## 같이 보기
- 대한민국의 보수주의
- 대한민국의 자유주의
- 대한민국의 진보주의
- 대한민국의 법
- 대한민국 정부

## 참고 문헌
- 고등학교 〈정치〉, 지학사 (7차 교육과정 교과서)
- 고등학교 〈국사〉, 교육인적자원부 (7차 교육과정 교과서)